# النيشان الوطني لفيتنام

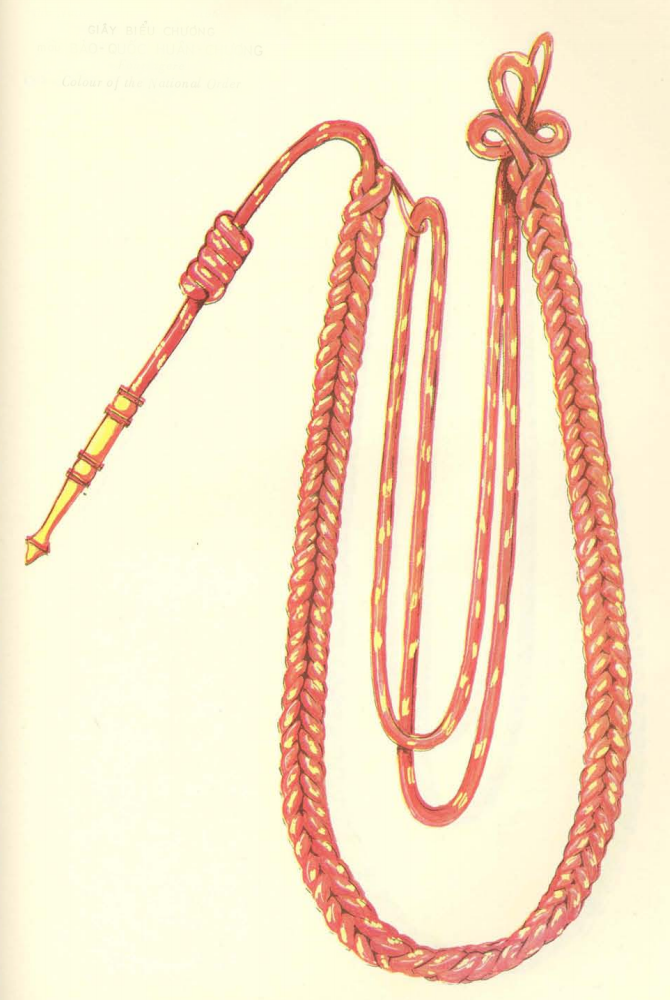
اللون الرباعي للنظام الوطني

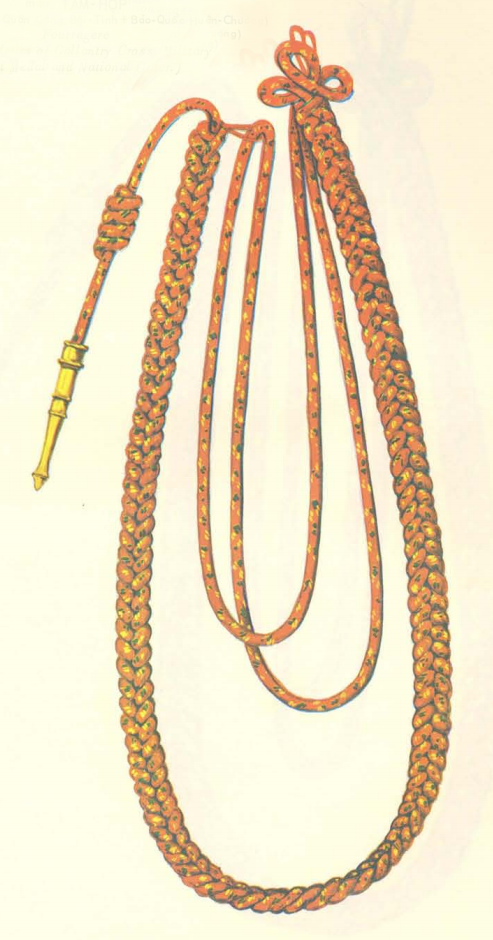
Fourragere (ألوان مختلطة من Gallantry Cross ، وسام الاستحقاق العسكري ، والنظام الوطني)

وسام فيتنام الوطني ((بالفيتنامية: Bảo quốc Huân chương)‏) كان وسامًا عسكريًا مدنيًا مشتركًا لفيتنام الجنوبية وكان يعتبر أعلى وسام يمكن منحه للفرد من قبل حكومة جمهورية فيتنام.
تم إنشاء الوسام في عام 1950 وتم منحها لأي شخص أدى «أعمالاً عظيمة، وأعمالاً رائعة، وشجاعة، أو لأولئك الذين شرفوا وخدموا البلاد بفضائل سامية ومعرفة بارزة».
كان على غرار وسام وطني بعد الفرنسية سام جوقة الشرف، وعلى هذا النحو صدر في خمس درجات: 

## الشارة
- صليب كبير - ارتدى شارة الأمر على وشاح على الكتف الأيمن، بالإضافة إلى نجمة الأمر على المعدة اليمنى أو مجرد نجمة الأمر على المعدة اليسرى؛
- الضابط الكبير - ارتدى نجمة الأمر على المعدة اليمنى؛
- القائد - يرتدي الشارة على العنق؛
- الضابط - ارتدى الشارة على شريط به وردة على صدره الأيسر؛
- فارس - ارتدى الشارة على شريط على صدره الأيسر.

كان لكل من الشارة والنجمة نفس التصميم، كما هو موضح في أعلى يمين هذه الصفحة. كان الشريط أحمر مع حدود صفراء. كان، في الواقع، شريط وسام تنين أنام السابق عندما منحه إمبراطور أنام نفسه (عندما منحته الحكومة الفرنسية، كان الشريط أخضر بحدود برتقالية).
أثناء ال حرب فيتنام، تم منح النظام الوطني لفيتنام إلى العديد من أعضاء جيش الولايات المتحدة، وكان معظمهم من كبار المستشارين العسكريين والسياسيين للحكومة الفيتنامية الجنوبية. يمكن أيضًا منح الزخرفة بعد الوفاة.
نظرًا لأن وسام فيتنام الوطني كان وسامًا مدنيًا وعسكريًا، فقد تم عرضه فوق كل الجوائز الأخرى عند ارتدائه بزي عسكري. كان المكافئ العسكري البحت للزخرفة هو وسام الاستحقاق العسكري الفيتنامي، الذي يُمنح فقط لأفراد الجيش.
| Wearing of the insignia of the National Order of Vietnam |                               |                              |                        |                                    |
| الفصول الخمسة يرتدون شاراتهم: .                          |                               |                              |                        |                                    |
| فارس </br> (شارة بشريط)                                  | ضابط </br> (شارة بشريط ووردة) | قائد </br> (شارة مع necklet) | ضابط كبير </br> (نجمة) | جراند كروس </br> (شارة وشاح ونجمة) |
|                                                          |                               |                              |                        |                                    |
| شريط الشريط                                              |                               |                              |                        |                                    |
|                                                          |                               |                              |                        |                                    |

## المستفيدين البارزين
- ألفريدو إم سانتوس (الفلبين)
- إمبراطور إثيوبيا هيلا سيلاسي
- Cao Văn Viên (1921-2008) جنرال، جيش جمهورية فيتنام، وقائد الفيلق الثالث.
- الكسندر هيج (1924-2010)
- الدكتور Hồ Văn Nhựt (1905–1986)، مؤسس الصليب الأحمر الجنوبي في فيتنام
- عبد العزيز (1905-1958)، زعيم أعمال سايغون، الحاصل على جوقة الشرف، الصليب الأحمر الفرنسي [ بحاجة لمصدر ]
- ثانوم كيتيكاشورن
- رامبرانت سي روبنسون (1924-1972)، كوماندر كروزر / مجموعة المدمر، الأسطول الأمريكي السابع، فيتنام

## روابط خارجية
- صور للأوامر والأوسمة والميداليات من جمهورية فيتنام
- أوامر عسكرية وأوسمة وميداليات جمهورية فيتنام